# Carcharhinus tjutjot
Carcharhinus tjutjot is een vissensoort uit de familie van de Requiemhaaien (Carcharhinidae). De wetenschappelijke naam van de soort is voor het eerst geldig gepubliceerd in 1852 door Pieter Bleeker, maar werd tot 2012 als synoniem voor 
de witwanghaai (Carcharhinus dussumieri) gerekend.